# Jan ten Brink
Jan ten Brink,  född 15 juni 1834 i Appingedam, död 18 juli 1901 i Leiden, var en nederländsk författare.
ten Brink blev teologie doktor i Utrecht 1860 och tillbragte två år som informator på Java, varifrån hans reseskildring Op de grensen der Preanger (1861) härleder sig. Han var därefter gymnasielärare i Haag och utnämndes 1884 till professor i nederländsk litteraturhistoria vid Leidens universitet.  ten Brink vann anseende både som litteraturhistoriker och som skönlitterär författare.
Av hans arbeten på det förra området kan nämnas G. A. Bredero, historisch-æsthetische studie (prisbelönad, 1859; ny upplaga 1888), Vondel bekroond (1868), en monografi över Bulwer (1873), Letterkundige schetsen (2 band, 1874-75), en studie över Zola (1879), de biografiska skisserna Onze hedendaagsche letterkundigen (21 delar, 1882 -87; ny upplagan under titeln Geschiedenis der noord-nederlandsche letteren in de XIX. Eeuw, 1902), Causerien over moderne romans (1884),  De roman in brieven (1889) och De oude garde e de jongste school (2 band, 1891). 
Som kritiker hade ten Brink en ledig stil och uppträdde skarpt mot de moderna riktningarna. Bland hans noveller och romaner kan erinras om Oostindische dames en heeren (1866; teckningar av livet i de holländska kolonierna) och Het vuur dat niet wordt uitgeblusscht (1868; "En eld, som aldrig slocknar", 1880). Hans romaner och noveller utgavs i 13 band 1885, hans kritiska skrifter i 17 band 1882-88.